# Estaquiosa
L'estaquiosa és un tetrasacàrid format per dues unitats d'α-D-galactosa, una unitat de D-glucosa i una de β-D-fructosa unides seqüencialment com gal (α1 → 6) gal (α1 → 6) glc (α1 ↔ 2β) fru. Molts vegetals, com els fesols (o mongetes seques), les faves de soja i altres grans) contenen estaquiosa.
L'estaquiosa no és tan dolça com la sacarosa, a l'entorn d'un 28 % en relació al pes. Es fa servir sobretot com un edulcorant a dojo gràcies a les propietats funcionals d'oligosacàrid. L'estaquiosa no és del tot digerible pels humans i proporciona entre 1,5 a 2,4 kcal/g (6 a 10 kJ/g).